# Vânători (Galați)
Vânători es una comuna ubicada en el distrito de Galați, Rumania.

## Superficie
Posee una superficie de 44,92 kilómetros cuadrados.

## Demografía
Hasta 2021 la población era de 6926 habitantes, con una densidad de población de 154,2 habitantes por kilómetro cuadrado.